# Seznam lotrinských vévodkyň

Erb lotrinských vévodů

Toto je seznam manželek lotrinských panovníků. Panovníci oblasti, která se od svého vzniku království Lotharingie Prümskou smlouvou v roce 855, měli různé tituly.
Prvními vládci nově vzniklého regionu byli králové Franků. Latinský název „Lotharingia“ se postupem času vyvinula v „Lorraine“ ve francouzštině, „Lotharingen“ v nizozemštině a „Lothringen“ v němčině, v češtině pak Lotrinsko. Po začlenění karolinského království koncem 9. století do sousedních oblastí, byli na tomto území jmenováni vévodové.
V polovině 10. století bylo vévodství rozděleno na Dolní a Horní Lotrinsko. Dolní Lotrinsko se vyvinulo v historické Nizozemí, Horní Lotrinsko se přeměnilo v Lotrinské vévodství, které existovalo do novověku.

## Manželky králů Lotharingie

### Karolinská dynastie, 855–922
| obrázek                                                     | jméno                | otec                                | narozena     | datum sňatku              | královnou od                                                         | královnou do                       | datum úmrtí             | manžel                  |
| ----------------------------------------------------------- | -------------------- | ----------------------------------- | ------------ | ------------------------- | -------------------------------------------------------------------- | ---------------------------------- | ----------------------- | ----------------------- |
|                                                             | Irmingarda z Tours   | Hugo z Tours (Etichonovci)          | 804          | 15. října 821             | 11. srpna 843 Verdunská smlouva                                      | 20. března 851                     | 20. března 851          | císař Lothar I. Franský |
|                                                             | Teutberga            | Boso starší (Bosovci)               | –            | 855                       | 29. září 855 nástup manžela na trůn                                  | 8. srpna 869 úmrtí manžela         | před 25. listopadem 875 | Lothar II.              |
|                                                             | Ermentruda Orleánská | Odo I. Orleánský (Udalrichingové)   | 27. září 823 | 13. prosince 842          | 8. srpna 869 nástup manžela na trůn                                  | 6. října 869                       | 6. října 869            | Karel II. Holý          |
|                                                             | Richilda z Provence  | Bivin z Gorze (Bosovci)             | 845          | 22. ledna 870             | 22. ledna 870                                                        | 6. října 877 zapuzena              | 2. června 910           | Karel II. Holý          |
|                                                             | Hemma z Altdorfu     | Welf I. (Starší Welfové)            | 808          | 827                       | srpen 870 nástup manžela na trůn                                     | 31. ledna 876                      | 31. ledna 876           | Ludvík II. Němec        |
|                                                             | Adéla z Frioul       | Adalhard Pařížský (Girardiové)      | 850/853      | únor 875                  | 6. října 877 nástup manžela na trůn                                  | 10. dubna 879 úmrtí manžela        | 10. listopadu 901       | Ludvík II. Koktavý      |
|                                                             | Liutgarda Saská      | Liudolf Saský (Otoni)               | 845          | před 29. listopadem 874   | 28. srpna 876 východní část únor 880 královnou po úmluvě z Ribemontu | 20. ledna 882 úmrtí manžela        | 17/30. listopadu 885    | Ludvík III. Mladší      |
|                                                             | Richardis Alsaská    | Erchanger z Nordgau (Alaholfingové) | 840          | 1. srpna 862              | 20. ledna 882 nástup manžela na trůn                                 | 17. listopadu 887 sesazení manžela | 18. září mezi 894 a 896 | Karel III. Tlustý       |
|                                                             | Oda Hesenská         | Berengar I. Hesenský (Konrádovci)   | 874          | před koncem roku 888      | před koncem roku 888                                                 | 8. prosince 899 úmrtí manžela      | po 30. listopadu 903    | Arnulf Korutanský       |
|                                                             | Oda Saská            | Ota I. Saský (Otoni)                | 884          | 27. března/13. června 897 | 27. března/13. června 897                                            | 13. srpna 900 úmrtí manžela        | 2. července po roce 952 | Svatopluk               |
|                                                             | Frederuna            | –                                   | 884          | 1./18. dubna 907          | 1. listopadu 911 zvolení manžela                                     | 10. února 917                      | 10. února 917           | Karel III. Francouzský  |
|                                                             | Edwiga z Wessexu     | Eduard I. Starší (Cerdikovci)       | 902/905      | 7. října 919              | 7. října 919                                                         | 919/923 sesazení manžela           | po roce 955             | Karel III. Francouzský  |
| V roce 922 byla Lotharingie podřízena Německému království. |                      |                                     |              |                           |                                                                      |                                    |                         |                         |

## Lotrinské vévodkyně-manželky

### Dynastie ardensko-metská, 959–1033
| Obrázek | jméno           | otec                                         | narozena | datum sňatku | královnou od                | královnou do       | datum úmrtí    | manžel       |
| ------- | --------------- | -------------------------------------------- | -------- | ------------ | --------------------------- | ------------------ | -------------- | ------------ |
|         | Beatrice z Baru | Bedřich II. Hornolotrinský (Ardensko-Barští) | 1017     | 1054         | 1065 nástup manžela na trůn | 1069 úmrtí manžela | 18. dubna 1076 | Gotfrýd III. |

## Vévodkyně-manželky Dolního Lotrinska

### Matfridingové, 959-973
| Obrázek                                       | jméno                                         | otec                                          | narozena                                      | datum sňatku                                  | vévodkyní od                                  | vévodkyní do                                  | datum úmrtí                                   | manžel  |
| --------------------------------------------- | --------------------------------------------- | --------------------------------------------- | --------------------------------------------- | --------------------------------------------- | --------------------------------------------- | --------------------------------------------- | --------------------------------------------- | ------- |
|                                               | Alpaida                                       | –                                             | –                                             | –                                             | 959 rozdělení vévodství                       | 964 úmrtí manžela                             | –                                             | Bedřich |
| Jméno Richarovy manželky není známo (964–973) | Jméno Richarovy manželky není známo (964–973) | Jméno Richarovy manželky není známo (964–973) | Jméno Richarovy manželky není známo (964–973) | Jméno Richarovy manželky není známo (964–973) | Jméno Richarovy manželky není známo (964–973) | Jméno Richarovy manželky není známo (964–973) | Jméno Richarovy manželky není známo (964–973) | Richar  |

- Interregnum (973–977)

### Karolinská dynastie, 977–1012
| Obrázek                                                       | jméno                                                         | otec                                                          | narozena                                                      | datum sňatku                                                  | vévodkyní od                                                  | vévodkyní do                                                  | datum úmrtí                                                   | manžel    |
| ------------------------------------------------------------- | ------------------------------------------------------------- | ------------------------------------------------------------- | ------------------------------------------------------------- | ------------------------------------------------------------- | ------------------------------------------------------------- | ------------------------------------------------------------- | ------------------------------------------------------------- | --------- |
|                                                               | –                                                             | Robert z Vermandois (Karlovci)                                | 50. léta 10. století                                          | 70. léta 10. století                                          | květen 977 nástup manžela na trůn                             | 70. léta? 10. století                                         | 70. léta? 10. století                                         | Karel     |
|                                                               | Adéla Lotrinská                                               | nízko postavený vazal Huga Kapeta                             | –                                                             | –                                                             | –                                                             | –                                                             | –                                                             | Karel     |
|                                                               | Bona Verdunská?                                               | Gotfrýd I. Verdunský (Ardensko-Verdunští)                     | –                                                             | –                                                             | –                                                             | –                                                             | 991 manželova rezignace                                       | Karel     |
| Jméno Ottovy ženy není známo, možná s ní měl dceru (991–1012) | Jméno Ottovy ženy není známo, možná s ní měl dceru (991–1012) | Jméno Ottovy ženy není známo, možná s ní měl dceru (991–1012) | Jméno Ottovy ženy není známo, možná s ní měl dceru (991–1012) | Jméno Ottovy ženy není známo, možná s ní měl dceru (991–1012) | Jméno Ottovy ženy není známo, možná s ní měl dceru (991–1012) | Jméno Ottovy ženy není známo, možná s ní měl dceru (991–1012) | Jméno Ottovy ženy není známo, možná s ní měl dceru (991–1012) | Gozelo I. |

### Dynastie ardensko-metská, 1012-1046
| Obrázek | jméno | otec | narozena | datum sňatku | vévodkyní od | vévodkyní do | datum úmrtí | manžel    |
| --- | --- | --- | --- | --- | --- | --- | --- | --------- |
| Jméno Gozelovy manželky není známo, jméno Barbe de Lebarten (a vlastně celý její původ) je falešným výmyslem pozdějších genealogů. (26. září 1023 – 19. dubna 1044) | Jméno Gozelovy manželky není známo, jméno Barbe de Lebarten (a vlastně celý její původ) je falešným výmyslem pozdějších genealogů. (26. září 1023 – 19. dubna 1044) | Jméno Gozelovy manželky není známo, jméno Barbe de Lebarten (a vlastně celý její původ) je falešným výmyslem pozdějších genealogů. (26. září 1023 – 19. dubna 1044) | Jméno Gozelovy manželky není známo, jméno Barbe de Lebarten (a vlastně celý její původ) je falešným výmyslem pozdějších genealogů. (26. září 1023 – 19. dubna 1044) | Jméno Gozelovy manželky není známo, jméno Barbe de Lebarten (a vlastně celý její původ) je falešným výmyslem pozdějších genealogů. (26. září 1023 – 19. dubna 1044) | Jméno Gozelovy manželky není známo, jméno Barbe de Lebarten (a vlastně celý její původ) je falešným výmyslem pozdějších genealogů. (26. září 1023 – 19. dubna 1044) | Jméno Gozelovy manželky není známo, jméno Barbe de Lebarten (a vlastně celý její původ) je falešným výmyslem pozdějších genealogů. (26. září 1023 – 19. dubna 1044) | Jméno Gozelovy manželky není známo, jméno Barbe de Lebarten (a vlastně celý její původ) je falešným výmyslem pozdějších genealogů. (26. září 1023 – 19. dubna 1044) | Gozelo I. |

### Lucemburkové, 1046–1065
| Obrázek | jméno             | otec                           | narozena | datum sňatku | vévodkyní od                | vévodkyní do                  | datum úmrtí       | manžel  |
| ------- | ----------------- | ------------------------------ | -------- | ------------ | --------------------------- | ----------------------------- | ----------------- | ------- |
|         | Gerberga Buloňská | Eustach I. Buloňský (Buloňští) | –        | –            | 1046 nástup manžela na trůn | 1049                          | 1049              | Bedřich |
|         | Ida Saská         | Bernard II. Saský (Billungové) | –        | 1055         | 1055                        | 18. května 1065 úmrtí manžela | 31. července 1102 | Bedřich |

### Dynastie ardensko-verdunská, 1065-1076
| Obrázek | jméno             | otec                                         | narozena | datum sňatku         | vévodkyní od                             | vévodkyní do                     | datum úmrtí       | manžel       |
| ------- | ----------------- | -------------------------------------------- | -------- | -------------------- | ---------------------------------------- | -------------------------------- | ----------------- | ------------ |
|         | Beatrix Barská    | Bedřich II. Hornolotrinský (Ardensko-Barští) | 1017     | v polovině roku 1054 | 18. května 1065 nástup manžela na trůn   | 30. prosince 1069 úmrtí manžela  | 18. dubna 1076    | Gotfrýd III. |
|         | Matylda Toskánská | Bonifác III. z Canossy (Canossové)           | 1046     | května 1069          | 30. prosince 1069 nástup manžela na trůn | 26./27. února 1076 úmrtí manžela | 24. července 1115 | Gotfrýd IV.  |

### Sálská dynastie, 1076-1087
- Žádná

### Buloňská dynastie, 1087-1096
- Žádná
- Interregnum (1096–1101)

### Limburská dynastie, 1101–1106
| Obrázek | jméno               | otec                | narozena | datum sňatku | vévodkyní od                         | vévodkyní do         | datum úmrtí       | manžel      |
| ------- | ------------------- | ------------------- | -------- | ------------ | ------------------------------------ | -------------------- | ----------------- | ----------- |
|         | Adéla z Podensteinu | Bodo z Pottensteinu | 1061     | –            | července 1101 nástup manžela na trůn | 1106 svržení manžela | po 13. srpnu 1106 | Jindřich I. |

### Lovaňská dynastie, 1106–1129
| Obrázek | jméno                 | otec                              | narozena | datum sňatku | vévodkyní od                | vévodkyní do          | datum úmrtí | manžel      |
| ------- | --------------------- | --------------------------------- | -------- | ------------ | --------------------------- | --------------------- | ----------- | ----------- |
|         | Ida z Chiny           | Otto II. z Chiny (dynastie Chiny) | 1078     | 1099/1105    | 1106 nástup manžela na trůn | 1117/25               | 1117/25     | Gotfrýd VI. |
|         | Klementina Burgundská | Vilém I. Burgundský (Ivrejští)    | 1070/78  | 1120/25      | 1120/25                     | 1129 abdikace manžela | 1129/33     | Gotfrýd VI. |

### Limburští, 1125/29–1139
| Obrázek | jméno             | otec                                | narozena | datum sňatku | vévodkyní od                     | vévodkyní do                    | datum úmrtí     | manžel      |
| ------- | ----------------- | ----------------------------------- | -------- | ------------ | -------------------------------- | ------------------------------- | --------------- | ----------- |
|         | Judita Guelderská | Gerhard I. Guelderský (Dampierrové) | 1087     | 1107/10      | 1125/29 nástup manžela do funkce | 16. července 1139 úmrtí manžela | 24. června 1151 | Waleran II. |

### Lovaňská dynastie, 1139–1190
| Obrázek | jméno                | otec                                   | narozena | datum sňatku | vévodkyní od                     | vévodkyní do                  | datum úmrtí    | manžel        |
| --- | -------------------- | -------------------------------------- | -------- | ------------ | -------------------------------- | ----------------------------- | -------------- | ------------- |
| | Luitgarda Sulzbašská | Berengar II. Sulzbašský (Babenberkové) | 1109     | 1139         | 16. července 1139 nástup manžela | 13. června 1142 úmrtí manžela | 1162/63        | Gotfrýd VII.  |
| | Markéta Limburská    | Jindřich II. Limburský (Limburští)     | 1135     | 1155/58      | 1155/58                          | 1172                          | 1172           | Gotfrýd VIII. |
| | Imagina z Loonu      | Ludvík I. z Loonu (Loonští)            | –        | 1180         | 1180                             | 21. srpna 1190 úmrtí manžela  | 5. června 1214 | Gotfrýd VIII. |
| Dolní Lotrinsko přestalo existovat a ztratilo svou územní pravomoc na sněmu ve Schwäbisch Hallu. Pozdější vévodkyně byly nazývány vévodkyněmi z Lothieru, které byly současně vévodkyněmi z Brabantu a Limburku. |                      |                                        |          |              |                                  |                               |                |               |

## Hornolotrinské vévodkyně-manželky

### Dynastie ardensko-barská, 959–1033
| Obrázek | jméno               | otec                            | narozena | datum sňatku               | vévodkyní od                | vévodkyní do                                         | datum úmrtí            | manžel      |
| ------- | ------------------- | ------------------------------- | -------- | -------------------------- | --------------------------- | ---------------------------------------------------- | ---------------------- | ----------- |
|         | Beatrix Francouzská | Hugo Veliký (Robertovci)        | 938–940  | 10. září/12. listopadu 954 | 959 rozdělení vévodství     | 18. května 978 úmrtí manžela                         | 23. září 1003          | Bedřich I.  |
|         | Richilda Metská     | Folmar III. Metský (Metští)     | –        | 985/992                    | 985/992                     | mezi 11. dubnem 1026 a 12. lednem 1027 úmrtí manžela | –                      | Dětřich I.  |
|         | Matylda Švábská     | Heřman II. Švábský (Konrádovci) | 988/995  | 1012–1016                  | 1019 nástup manžela na trůn | 17./18. května 1026 úmrtí manžela                    | 20. července 1031/1032 | Bedřich II. |

### Dynastie ardensko-verdunská, 1033-1046
| Obrázek | jméno | otec | narozena | datum sňatku | vévodkyní od | vévodkyní do | datum úmrtí | manžel       |
| --- | --- | --- | --- | --- | --- | --- | --- | ------------ |
| Jméno Gozelovy manželky není známo, jméno Barbe de Lebarten (i její původ) je fabulací pozdějších genealogů. (1033 – 19. dubna 1044) | Jméno Gozelovy manželky není známo, jméno Barbe de Lebarten (i její původ) je fabulací pozdějších genealogů. (1033 – 19. dubna 1044) | Jméno Gozelovy manželky není známo, jméno Barbe de Lebarten (i její původ) je fabulací pozdějších genealogů. (1033 – 19. dubna 1044) | Jméno Gozelovy manželky není známo, jméno Barbe de Lebarten (i její původ) je fabulací pozdějších genealogů. (1033 – 19. dubna 1044) | Jméno Gozelovy manželky není známo, jméno Barbe de Lebarten (i její původ) je fabulací pozdějších genealogů. (1033 – 19. dubna 1044) | Jméno Gozelovy manželky není známo, jméno Barbe de Lebarten (i její původ) je fabulací pozdějších genealogů. (1033 – 19. dubna 1044) | Jméno Gozelovy manželky není známo, jméno Barbe de Lebarten (i její původ) je fabulací pozdějších genealogů. (1033 – 19. dubna 1044) | Jméno Gozelovy manželky není známo, jméno Barbe de Lebarten (i její původ) je fabulací pozdějších genealogů. (1033 – 19. dubna 1044) | Gozelo I.    |
| | Doda | – | – | – | 19. dubna 1044 nástup manžela na trůn                                                                                                | 1047 sesazení manžela císařem | 1053 | Gotfrýd III. |

### Dynastie ardensko-metská, 1047–1453
| obrázek | jméno | otec | narozena | datum sňatku | vévodkyní od | vévodkyní do | datum úmrtí | manžel       |
| --- | --- | --- | --- | --- | --- | --- | --- | ------------ |
| Jméno manželky vévody Adalberta není známo. V roce 1960 Szabolcs de Vajay přednesl hypotézu, že Adalbert byl hrabětem z Longwy a tchán vévody Viléma VII. Akvitánského a hraběte Viléma I. Burgundského, a že jeho manželka byla Klemencie z Foix, dcera hraběte z Foix. (Annales de Bourgogne, Vol. 32 (1960) 258–261). | Jméno manželky vévody Adalberta není známo. V roce 1960 Szabolcs de Vajay přednesl hypotézu, že Adalbert byl hrabětem z Longwy a tchán vévody Viléma VII. Akvitánského a hraběte Viléma I. Burgundského, a že jeho manželka byla Klemencie z Foix, dcera hraběte z Foix. (Annales de Bourgogne, Vol. 32 (1960) 258–261). | Jméno manželky vévody Adalberta není známo. V roce 1960 Szabolcs de Vajay přednesl hypotézu, že Adalbert byl hrabětem z Longwy a tchán vévody Viléma VII. Akvitánského a hraběte Viléma I. Burgundského, a že jeho manželka byla Klemencie z Foix, dcera hraběte z Foix. (Annales de Bourgogne, Vol. 32 (1960) 258–261). | Jméno manželky vévody Adalberta není známo. V roce 1960 Szabolcs de Vajay přednesl hypotézu, že Adalbert byl hrabětem z Longwy a tchán vévody Viléma VII. Akvitánského a hraběte Viléma I. Burgundského, a že jeho manželka byla Klemencie z Foix, dcera hraběte z Foix. (Annales de Bourgogne, Vol. 32 (1960) 258–261). | Jméno manželky vévody Adalberta není známo. V roce 1960 Szabolcs de Vajay přednesl hypotézu, že Adalbert byl hrabětem z Longwy a tchán vévody Viléma VII. Akvitánského a hraběte Viléma I. Burgundského, a že jeho manželka byla Klemencie z Foix, dcera hraběte z Foix. (Annales de Bourgogne, Vol. 32 (1960) 258–261). | Jméno manželky vévody Adalberta není známo. V roce 1960 Szabolcs de Vajay přednesl hypotézu, že Adalbert byl hrabětem z Longwy a tchán vévody Viléma VII. Akvitánského a hraběte Viléma I. Burgundského, a že jeho manželka byla Klemencie z Foix, dcera hraběte z Foix. (Annales de Bourgogne, Vol. 32 (1960) 258–261). | Jméno manželky vévody Adalberta není známo. V roce 1960 Szabolcs de Vajay přednesl hypotézu, že Adalbert byl hrabětem z Longwy a tchán vévody Viléma VII. Akvitánského a hraběte Viléma I. Burgundského, a že jeho manželka byla Klemencie z Foix, dcera hraběte z Foix. (Annales de Bourgogne, Vol. 32 (1960) 258–261). | Jméno manželky vévody Adalberta není známo. V roce 1960 Szabolcs de Vajay přednesl hypotézu, že Adalbert byl hrabětem z Longwy a tchán vévody Viléma VII. Akvitánského a hraběte Viléma I. Burgundského, a že jeho manželka byla Klemencie z Foix, dcera hraběte z Foix. (Annales de Bourgogne, Vol. 32 (1960) 258–261). | Adalbert     |
| | Hedvika Namurská | Albrecht I. Namurský (Namurští) | 1005/10 | – | 1048 nástup manžela na trůn | 6. března 1070 úmrtí manžela | 28. ledna 1080 | Gerhart      |
| | Hedvika z Formbachu | Bedřich z Formbachu (Formbachové) | – | 1075/1080 | 1075/1080 | 1090/93 | 1090/93 | Dětřich II.  |
| | Gertruda Flanderská | Robert I. Flanderský (Flanderští) | 1080 | 15. srpna 1095 | 15. srpna 1095 | 23. ledna 1115 úmrtí manžela | 1117 | Dětřich II.  |
| | Adéla Lovaňská | Jindřich III. Lovaňský (Reginarovci) | před rokem 1095 | 1112/13 | 23. ledna 1115 nástup manžela na trůn | 13. dubna 1138 úmrtí manžela | 4. listopadu, po roce 1158 | Šimon I.     |
| | Berta Lotrinská | Bedřich II. Švábský (Hohenštaufové) | 1123 | 25. března 1139 | 25. března 1139 | 13. května 1176 úmrtí manžela | 18. října 1194 nebo 25. března 1195 | Matyáš I.    |
| | Anežka Veldenzská | Gerlach I. Veldenzský (Veldenzští) | – | – | 13. května 1176 nástup manžela na trůn | – | – | Šimon II.    |
| | Ida z Mâconu | Gerhard I. z Mâconu (Mâconští) | – | po roce 1190 | po roce 1190 | 1205 abdikace manžela | 1227 | Šimon II.    |
| | Vrchoslava Ludmila Polská | Měšek III. Starý (Piastovci) | před rokem 1153 | 1167 | 1205 nástup manžela na trůn | 7. dubna 1206 úmrtí manžela | před rokem 1211/1223 | Bedřich I.   |
| | Anežka Barská | Děpold I. z Baru (Scarponnois) | 1177 | před polovinou července 1189 | 7. dubna 1206 nástup manžela na trůn | 10. října 1213 úmrtí manžela | 19. června 1226 | Bedřich II.  |
| | Gertruda z Dagsburgu | Albrecht II. Dagsburský (Dagsburkové) | 1190 nebo. května 1205 | 1206 nebo 1215 | 10. října 1213 nástup manžela na trůn | 17. února 1220 úmrtí manžela | 30. března 1225 | Děpold I.    |
| | Kateřina Limburská | Walram III. Limburský (Limburští) | 1215 | srpen 1225 | srpen 1225 | 24. června 1251 úmrtí manžela | 18. dubna 1255 | Matyáš II.   |
| | Markéta Navarrská | Děpold I. Navarrský (Blois) | 1240 | 10. července 1255 | 10. července 1255 | 31. prosince 1302 úmrtí manžela | 3. října 1307 | Bedřich III. |
| | Izabela z Rumigny | Hugo z Rumigny (Rumigny) | červen 1263 | 23. května 1278 | 31. prosince 1302 nástup manžela na trůn | 13. května 1312 úmrtí manžela | po 7. prosinci 1325 | Děpold II.   |
| | Alžběta Habsburská | Albrecht I. Habsburský (Habsburkové) | 1285 | 1304 nebo 6. srpna 1306 | 13. května 1312 nástup manžela na trůn | 23. srpna 1328 úmrtí manžela | 19. května 1353 | Bedřich IV.  |
| | Eleonora Barská | Eduard I. z Baru (Scarponští) | – | 25. června 1329 | 25. června 1329 | 15. září 1333 | 15. září 1333 | Rudolf       |
| | Marie z Blois-Châtillonu | Vít I. z Blois (Blois-Châtillon) | 1323 | 30. května 1334 | 30. května 1334 | 26. srpna 1346 úmrtí manžela | 1363/1380 | Rudolf       |
| | Žofie Württemberská | Eberhard II. Württemberský (Württemberští) | 1343 | 16. prosince 1361 | 16. prosince 1361 | 26. dubna nebo 26/27. července 1369 | 26. dubna nebo 26/27. července 1369 | Jan I.       |
| | Markéta Falcká | Ruprecht III. Falcký (Wittelsbachové) | 1376/79 | 5. února 1394 | 5. února 1394 | 25. ledna 1431 úmrtí manžela | 26/27. srpna 1434 | Karel II.    |

### Dynastie z Vaudemontu, 1473-1737
| obrázek | jméno                                   | otec                                             | narozena           | datum sňatku      | vévodkyní od                              | vévodkyní do                                                  | datum úmrtí        | manžel                |
| ------- | --------------------------------------- | ------------------------------------------------ | ------------------ | ----------------- | ----------------------------------------- | ------------------------------------------------------------- | ------------------ | --------------------- |
|         | Johana z Tancarville                    | Vilém z Tancarville (Harcourtové)                | –                  | 9. září 1471      | 24. července 1473 nástup manžela na trůn  | 1485 sňatek anulován                                          | 8. listopadu 1488  | René II.              |
|         | Filipa z Guelders                       | Adolf z Guelders (Egmondovci)                    | 9. listopadu 1467  | 1. září 1485      | 1. září 1485                              | 10. prosince 1508 úmrtí manžela                               | 26. února 1547     | René II.              |
|         | Renata Bourbonská                       | Gilbert z Montpensieru (Bourboni z Montpensieru) | 1494               | 26. června 1515   | 26. června 1515                           | 26. května 1539                                               | 26. května 1539    | Antonín               |
|         | Kristýna Dánská                         | Kristián II. Dánský (Oldenburští)                | listopad 1521      | 10. července 1541 | 14. června 1544 nástup manžela na trůn    | 12. června 1545 úmrtí manžela                                 | 10. prosince 1590  | František I.          |
|         | Klaudie Francouzská                     | Jindřich II. Francouzský (Valois)                | 12. listopadu 1547 | 19. ledna 1559    | 19. ledna 1559                            | 21. února 1575                                                | 21. února 1575     | Karel III.            |
|         | Markéta Gonzagová                       | Vincenzo I. Gonzaga (Gonzagové)                  | 2. října 1591      | 24. dubna 1606    | 14. května 1608 nástup manžela na trůn    | 31. července 1624 úmrtí manžela                               | 7. února 1632      | Jindřich II.          |
|         | Kristýna Kateřina ze Salmu-Badenweileru | Pavel ze Salm-Badenweileru (Salmové)             | květen 1575        | 1597              | 25. listopadu 1625 nástup manžela na trůn | 1. prosince 1625 abdikace manžela                             | 31. prosince 1627  | František II.         |
|         | Nikoleta Lotrinská                      | Jindřich II. Lotrinský (Vaudemontští)            | 3. října 1608      | 23. května 1621   | 1. prosince 1625 nástup manžela na trůn   | 19. ledna 1634 abdikace manžela                               | 2. února 1657      | Karel IV.             |
|         | Klaudie Lotrinská                       | Jindřich II. Lotrinský (Vaudemontští)            | 12. října 1612     | 17. února 1634    | 17. února 1634                            | 2. srpna 1648                                                 | 2. srpna 1648      | Mikuláš II.           |
|         | Beatrix z Cusance                       | Klaudius František z Cusance (Cusanští)          | 27. prosince 1614  | 9. dubna 1637     | 1661 restaurace manžela na trůně          | 5. června 1663                                                | 5. června 1663     | Karel IV.             |
|         | Marie Luisa z Aspremontu                | Karel II. z Aspremontu (Aspremont-Lyndenové)     | 1651/52            | 1665              | 1665                                      | 18. září 1675 úmrtí manžela                                   | 23. října 1692     | Karel IV.             |
|         | Alžběta Charlotta Orleánská             | Filip I. Orleánský (Orleánští)                   | 13. září 1676      | 13. října 1698    | 13. října 1698                            | 27. března 1729 úmrtí manžela                                 | 23. prosince 1744  | Leopold Josef         |
|         | Marie Terezie Rakouská                  | císař Karel VI. (Habsburkové)                    | 13. května 1717    | 12. února 1736    | 12. února 1736                            | 9. července 1737 vévodství předáno Stanislavovi Leszczyńskému | 29. listopadu 1780 | František III. Štěpán |

### Leszczyńští, 1737–1766
Titul lotrinských vévodů zůstal v dynastie habsbursko-lotrinské.
| Obrázek | jméno              | otec                            | narozena       | datum sňatku    | vévodkyní od                            | vévodkyní do    | datum úmrtí     | manžel                |
| ------- | ------------------ | ------------------------------- | -------------- | --------------- | --------------------------------------- | --------------- | --------------- | --------------------- |
|         | Kateřina Opalińská | Jan Karel Opalińský (Opaliński) | 13. října 1680 | 10. května 1698 | 9. července 1737 nástup manžela na trůn | 19. března 1747 | 19. března 1747 | Stanislav Leszczyńský |